# Heights
Heights (em Portugal Segredos Urbanos, no Brasil Por Conta do Destino) é um filme de 2004 que mostra um dia inteiro de reviravoltas na vida de várias vidas pessoas conectadas, todas são de Nova Iorque. O filme é estrelado por Elizabeth Banks como Isabel, uma fotógrafa, James Marsden como Jonathan, um advogado judeu e noivo de Isabel, e Glenn Close como Diana, a mãe de Isabel.

## Elenco
- Glenn Close - Diana Lee
- Elizabeth Banks - Isabel Lee
- James Marsden - Jonathan Kestler
- Jesse Bradford - Alec Lochka
- John Light - Peter Cole
- Rufus Wainwright - Jeremy
- Eric Bogosian - Henry
- George Segal - Rabbi Mendel
- Andrew Howard - Ian
- Isabella Rossellini - Liz
- Matthew Davis - Mark
- Michael Murphy - Jesse
- Chandler Williams - Juliard Macbeth
- Bess Wohl - Juilliard Lady Macbeth